# Matlock (Iowa)
Matlock es una ciudad ubicada en el condado de Sioux en el estado estadounidense de Iowa. En el Censo de 2010 tenía una población de 87 habitantes y una densidad poblacional de 90,79 personas por km².

## Geografía
Matlock se encuentra ubicada en las coordenadas 43°14′40″N 95°56′4″O / 43.24444, -95.93444. Según la Oficina del Censo de los Estados Unidos, Matlock tiene una superficie total de 0.96 km², de la cual 0.96 km² corresponden a tierra firme y (0%) 0 km² es agua.

## Demografía
Según el censo de 2010, había 87 personas residiendo en Matlock. La densidad de población era de 90,79 hab./km². De los 87 habitantes, Matlock estaba compuesto por el 100% blancos, el 0% eran afroamericanos, el 0% eran amerindios, el 0% eran asiáticos, el 0% eran isleños del Pacífico, el 0% eran de otras razas y el 0% pertenecían a dos o más razas. Del total de la población el 0% eran hispanos o latinos de cualquier raza.